# Windows Live Messenger
Windows Live Messenger — це клієнтська програма обміну миттєвими повідомленнями для Windows XP, Windows Server 2003, Windows Vista, і Windows Mobile. Вперше випущена 13 грудня 2005 р. корпорацією Microsoft. Нащадок програми MSN Messenger. Є одним з компонентів Windows Live — набору мережевих служб від Microsoft.
Клієнт підключається до Microsoft .NET Messenger Service. Корпорації також можуть інтегрувати власний Live Communication Server і Active Directory в робочу мережу для своїх клієнтів. Головні клієнти з мультипротоколами також можуть підключитися до служби.

## Протокол
Windows Live Messenger використовує Microsoft Notification Protocol (MSNP) через TCP (і опціонально через HTTP, для роботи з проксі-серверами) для підключення до .NET Messenger Service — служби, доступній на порту 1863 з хостом messenger.hotmail.com. Поточна версія — 15 (MSNP15), використовувана Windows Live Messenger і іншими клієнтами сторонніх розробників. У MSNP15 введений інший механізм аунтифікації. Протокол не повністю закритий; Microsoft надала розробникам відкритий код версії 2 (MSNP2) в 1999 році, але для версій, що вийшли потім, 8, 9, 10, 11, 12, 13, і 14 код залишається закритим. .NET Messenger Service зараз приймає тільки протоколи версії 8 і вище, так що синтаксис нових команд з 8 по 14 версій можна дізнатися тільки при використанні аналізаторів трафіка, наприклад Wireshark.